# 雅温得第一大学
雅温得第一大学（法語：Université de Yaoundé I）是非洲国家喀麦隆的一所公立综合性大学，位于该国首都雅温得。

## 历史沿革
雅温得第一大学肇始于1962年由法国人援助成立的喀麦隆联邦大学，并明确为英、法双语授课的大学，1973年，学校更名为雅温得大学。1993年，喀麦隆高等院校改革后，雅温得大学解体，同年1月29日，根据第93/036号政令，喀麦隆政府创建雅温得第一大学。

## 组织机构
雅温得第一大学下设4个学院，分别为艺术、文学和人文科学学院、理学院、医学与生物科学学院、教育学学院，以及两个相对独立的高等学校雅温得高等理工学院、雅温得高等师范学院。